# エコドライブ推進月間
エコドライブ推進月間（エコどらいぶすいしんげっかん）とは、エコドライブの普及・推進についての啓発活動を集中的に行う月間。

## 概要
2006年（平成18年）6月8日のエコドライブ普及連絡会において策定された「エコドライブ普及・推進アクションプラン」において行楽シーズンでもあり、自動車を運転する機会の増える11月をエコドライブ推進月間とすることが定められた。
ドライバーに対する講習会の実施、広報などによりエコドライブの普及・推進を図っている。